# Șieu - Budac
Șieu - Budac este o arie protejată (sit de importanță comunitară — SCI) din România, desemnată în scopul protejării biodiversității și menținerii într-o stare de conservare favorabilă a florei spontane și faunei sălbatice, precum și a habitatelor naturale de interes comunitar aflate în arealul zonei de protecție. Aceasta este întinsă pe o suprafață de 857,5 ha, integral pe uscat.

## Localizare
Centrul sitului Șieu - Budac este situat la coordonatele 47°05′52″N 24°18′30″E / 47.097781°N 24.308467°E. Situl se întinde pe teritoriul administrativ al orașului Beclean, pe cel al municipiului Bistrița și pe cele ale comunelor Budacu de Jos, Cetate, Șieu-Măgheruș, Șieu-Odorhei, Șintereag, Lechința și Mărișelu din județul Bistrița-Năsăud.

## Înființare
Situl Șieu - Budac a fost declarat sit de importanță comunitară (ROSCI0400) în septembrie 2011 pentru a proteja 9 specii de animale.

## Biodiversitate
Situată în ecoregiunea continentală, aria protejată nu include niciun habitat protejat.
La baza desemnării sitului se află mai multe specii protejate:
- amfibieni (1): izvoraș-cu-burta-galbenă (Bombina variegata)
- mamifere (1): vidră de râu (Lutra lutra)
- pești (7): avat (Aspius aspius), mreană carpatică (Barbus carpathicus), boarță (Rhodeus amarus), porcușor de nisip (Romanogobio kesslerii), porcușor de vad (Romanogobio uranoscopus), porcușor de șes (Romanogobio vladykovi), câră (Sabanejewia balcanica)